# Luigi Farina
Luigi Farina (Milano, 12 novembre 1942) è un ex calciatore italiano, di ruolo centrocampista.

## Carriera
Ha disputato sei campionati di Serie B, due con il Catanzaro e quattro con l'Arezzo, per complessive 162 presenze e 8 reti.

## Palmarès

### Club

#### Competizioni nazionali
- Campionato italiano Serie C: 1

Arezzo: 1968-1969 (girone B)
Campionato europeo under 21